# The Life of Pablo
The Life of Pablo — сьомий студійний альбом американського репера та продюсера Каньє Веста, випущений 14 лютого 2016 року на GOOD Music і Def Jam Recordings. Запис проходив з 2013 по 2016 рік в Італії, Мексиці, Канаді та США. Альбом спродюсували каньє Вест та інші продюсери, такі як Рік Рубін, Ноа Голдштейн, Havoc, Майк Дін, Metro Boomin. У альбомі взяли участь The-Dream, Kelly Price, Chance the Rapper, Кірк Франклін, Кід Каді, Desiigner, Ріанна, Young Thug, Кріс Браун, The Weeknd, Ty Dolla Sign, Vic Mensa, Сіа, Френк Оушен, Кендрік Ламар, Post Malone і Sampha.
Випуску The Life of Pablo передували Кілька рекламних синглів, включаючи треки «Real Friends» і «No More Parties in LA». За кілька місяців до виходу назва альбому та трек-лист зазнали кількох змін, які згодом оприлюднили. Каньє Вест показав ранню версію в Медісон-сквер-гарден 11 лютого 2016 року в рамках свого показу мод Yeezy Season 3. Після кількох додаткових сеансів і змін ексклюзивний запуск цифрової версії альбому відбувся на Tidal через три дні, 14 лютого.
Після офіційного випуску Каньє Вест продовжив вносити зміни в альбом. Значно оновлена версія, включно з альтернативними міксами та іншими змінами, була доступна на інших потокових сервісах і для цифрових покупок на його вебсайті 1 квітня 2016 року. Сингли «Famous», двоскладова «Father Stretch My Hands» , і «Fade» були випущені на його підтримку. Альбом отримав загалом позитивні відгуки музичних критиків, причому особлива увага приділялася фрагментованості, незавершеності композиції та релізу. Кілька видань визнали його одним із найкращих альбомів 2016 року.
The Life of Pablo отримав п’ять номінацій на премії «Греммі» 2017 року, включно з найкращим реп-альбомом, хоча численні видання визнали відмову в номінації «Альбом року» зневажливою. Після первинного оприлюднення альбом дебютував під номером один у Billboard 200, ставши першим альбомом, що досяг вершини переважно завдяки стрімінгу, і зрештою отримав подвійний платиновий сертифікат Американської асоціації компаній звукозапису (RIAA). Він також дебютував під номером один у Норвегії та в десятці кращих у Канаді, Данії, Фінляндії, Ірландії, Нідерландах та Швеції.

## Історія створення
The Life of Pablo був записаний між 2013 і 2016 роками, хоча запис треку «No More Parties in LA» розпочався в 2010 році, під час сесій для My Beautiful Dark Twisted Fantasy.
У листопаді 2013 року Каньє Вест почав працювати над своїм сьомим студійним альбомом, який називався So Help Me God і мав вийти 2014 року. У 2015 році Каньє оголосив нову назву альбому як SWISH, хоча він зазначив, що назва може змінитися. У січні 2016 року Вест оголосив, що SWISH вийде 11 лютого. Того місяця він випустив нову пісню «Real Friends» одночасно з уривком «No More Parties in LA». Це означало відродження ініціативи GOOD Fridays, коли Каньє Вест випускав нові сингли щоп'ятниці. 26 січня 2016 року він повідомив, що змінив назву альбому на Waves. 27 січня 2016 року Вест опублікував оновлений трек-лист у своєму офіційному акаунті в Twitter. 9 лютого 2016 року, за кілька днів до виходу, Каньє Вест змінив назву на The Life of Pablo. 11 лютого він представив ранню версію альбому в Madison Square Garden під час презентації своєї лінії одягу Yeezy Season 3. Після попереднього перегляду Каньє оголосив, що знову змінить трек-лист перед його публічним оприлюдненням. Він ще більше відклав реліз, щоб завершити запис треку «Waves».

### Оновлення після випуску
Після першого релізу The Life of Pablo Каньє Вест заявив, що має намір продовжувати змінювати пісні, оголосивши альбом «живим диханням, що змінює творче вираження». 13 березня 2016 року, більше ніж через місяць після релізу, Каньє завантажив оновлену версію «Famous», замінивши текст «She be Puerto Rican day parade wavin'» на «She in school to be a real estate agent», а також внесення невеликих змін до загального міксу. Через три дні він додав перероблену версію «Wolves». 30 березня The Life of Pablo отримав серйозне оновлення, у якому принаймні 12 треків з’явилися у зміненому вигляді. Оновлення включали помітні вокальні доповнення, нові тексти та змінені мікси. Def Jam підтвердив, що це втілення є «щойно оновленою, реміксованою та ремастеризованою версією», і уточнив, що альбом продовжить з’являтися з «новими оновленнями, новими версіями та новими ітераціями» в наступні місяці, назвавши це «безперервним процесом». 2 квітня було опубліковано невелике оновлення, у якому виправлено вокал для «30 Hours», який був відключений під час оновлення 31 березня. 14 червня в The Life of Pablo з'явився додатковий трек під назвою «Saint Pablo».

## Музичний стиль та лірика
The Life of Pablo притаманна «сира, іноді навіть навмисно брудна композиція» на відміну від попередніх альбомів Веста. Роб Шеффілд з Rolling Stone написав, що The Life of Pablo звучить безладно, хоча він висловив відчуття, що звук є цілеспрямованим продовженням «лазерно різкої інтенсивності Yeezus», сказавши, що альбом «спроектований так, щоб звучати як незавершена робота».
Сам Каньє Вест описав музику в The Life of Pablo як «Євангеліє від Ye», пояснюючи, що його євангеліє дещо відрізняється від того, що було в Біблії, «але це історія про те, як Марія Магдалина стала Марією». Ґевін Хейнс з NME описав The Life of Pablo як момент, де Вест раптово змінює напрямок «від футуристичних бітів на кшталт «Feedback» до стандартного сучасного трепу», і одночано бере напрям «вінтажного соулу на «Ultra Light Beam».
Альбом містить часті роздуми в альбомі про віру, сім’ю та власну роль Веста як діяча культури, зауваживши, що «Пабло часто (дехто може сказати різко) перемикається між сумним Каньє та пишним і святковим Каньє». Вест — це людина, яка «постійно коливається між пихатою бравадою та незахищеністю, що межує з параною, розбиваючи священне проти профанного та порушуючи власний ритм вставними словами».  The Life of Pablo містить «похмурі, приречені» обговорення питань довіри, антидепресантів і сімейних проблем у таких треках, як «FML» і «Real Friends».
Пісня «Famous» містить суперечливий текст «Я відчуваю, що ми з Тейлор все ще можемо займатися сексом/Чому? Я зробив цю суку відомою». У ліриці йдеться про те, як Каньє Вест перериває вітальну промову Тейлор Свіфт на церемонії нагородження MTV Video Music Awards 2009 року. Це набуло широкого розголосу, багато видань і глядачів критикували Веста за це.

## Реліз і промоушн
Каньє Вест випустив сингл «Facts» 31 грудня 2015 року. Після низки відкладених прем’єр 12 лютого 2016 він випустив новий трек під назвою «30 Hours» у рамках серії GOOD Fridays. 14 лютого Каньє Вест виконав «Highlights» і «Ultralight Beam» на Saturday Night Live. Того ж дня The Life of Pablo було випущено для трансляції ексклюзивно на Tidal. Його можна було придбати за 20 доларів на кілька годин, але згодом він повернувся до режиму лише потокового передавання. Каньє оголосив, що альбом буде доступний за межами Tidal через тиждень, водночас закликаючи людей підписатися на послугу. Однак наступного дня Вест заявив, що ніколи не випустить альбом за межами Tidal, заохочуючи своїх шанувальників підписатися на сервіс. Пізніше Каньє Вест написав у Твіттері, що «думав про те, щоб ніколи більше не створювати компакт-диски», і заявив, що ніколи не випустить The Life of Pablo за межами Tidal. Початковий ексклюзивний випуск альбому на Tidal призвів до значного збільшення кількості підписників на сервіс, 250 мільйонів потоків за перші 10 днів і 400 мільйонів потоків за перші шість тижнів до його випуску на інших потокових платформах.

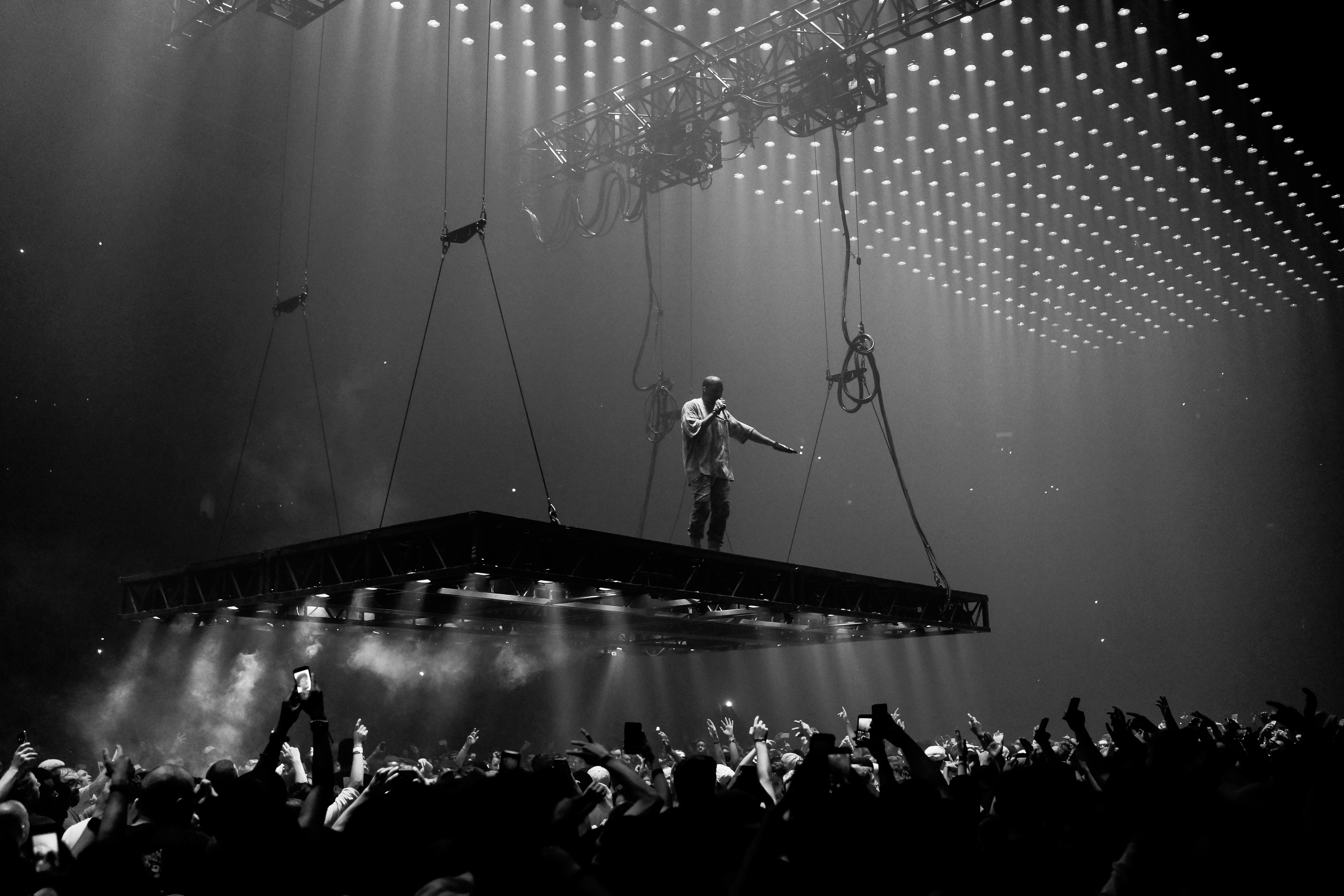
Каньє Вест виступає під час Saint Pablo Tour у 2016 році.

У серпні 2016 року Каньє Вест вирушив у тур Saint Pablo на підтримку The Life of Pablo, через два місяці після оголошення. На концертах була представлена плаваюча платформа, яку Вест використав уперше. Згодом він переніс кілька концертів у жовтні після паризького пограбування його тодішньої дружини Кім Кардаш'ян. Решту туру було скасовано 21 листопада 2016 року після суперечок щодо коментарів Веста того тижня, які підтримували новообраного президента Дональда Трампа, та публічної критики з боку інших артистів: репер Снуп Догг негативно відгукнувся про коментарі Веста. Пізніше того ж місяця Каньє Вест потрапив на психіатричне спостереження в медичний центр Каліфорнійського університету в Лос-Анджелесі. Перед скасуванням Saint Pablo Tour тривав до грудня 2016 року.

## Назва та обкладинка
11 лютого 2016 Каньє Вест представив обкладинку альбому, розроблену бельгійським художником Пітером Де Поттером. Обкладинка була описана як «постмодерністська обкладинка», на ній назва альбому написана великими літерами, а також маленьке сімейне фото в нижньому куті. У той же день Вест опублікував ще одну обкладинку для The Life of Pablo з фразою «which one», яка була включена в блокнот останнього трек-листа, а також обрізане фото британської моделі Шеніз Халіл, на якому видно її сідницю. Цю обкладинку було використано для офіційного випуску.
Назвавши свій альбом The Life of Pablo, Каньє Вест заплутав людей щодо того, якого саме Пабло він мав на увазі в назві: Пабло Ескобара, Пабло Неруда, Пабло Пікассо або дитина на ім'я Пабло, яка вигукнула слова на підтримку Каньє на MTV Video Muisc Awards 2015. Зрештою Каньє Вест розкрив значення під час епізоду американського ток-шоу Kocktails with Khloé у квітні 2016 року. Хлої Кардаш'ян запитала його: «Хто такий Пабло?» Він відповів, що назву надихнули Ескобар, Пікассо та апостол Павло, оскільки Павло перекладається іспанською на Пабло.

## Комерційний успіх
Через те, що The Life of Pablo був доступний виключно на Tidal, він спочатку не потрапив у чарти, тому що Каньє Вест відмовився поділитися цифрами продажів з Nielsen Music. Повідомляється, що альбом був незаконно завантажений понад 500 000 раз протягом 24 годин після його випуску, ставши найбільш незаконно завантажуваним альбомом за всю історію та спричинивши відродження обміну файлами музики. Незважаючи на те, що Вест попросив Tidal приховати кількість потокових трансляцій альбому в лютому, в березні 2016 року служба виявила, що протягом десяти днів після випуску альбом було трансльовано понад 250 мільйонів разів. У травні 2018 року норвезька газета Dagens Næringsliv опублікувала звіт про розслідування, в якому Tidal звинуватила в маніпуляціях потоковими номерами Lemonade Бейонсе і Life of Pablo Каньє Веста. У звіті стверджувалося, що «кількість слухачів на Tidal була сфальсифікована на суму кількох сотень мільйонів фальшивих відтворень»; служба спростувала повідомлення.
9 квітня 2016 року Billboard повідомив, що після того, як The Life of Pablo було випущено для інших сервісів, альбом дебютував на вершині Billboard 200 у США, і на той час було продано 90 000 одиниць альбому. The Life of Pablo був сьомим поспіль студійним альбомом Каньє Веста номер один у Сполучених Штатах. Це стало першим випадком, коли альбом очолив Billboard 200, і більшість продажів були цифровими.
4 квітня 2017 року The Life of Pablo був сертифікований платиновим у США за продаж мільйона альбомних еквівалентів, а 27 лютого 2020 року отримав двічі платиновий статус.
The Life of Pablo дебютував під номером один у норвезькому чарті альбомів, другому місці в чарті Swedish Albums. У Данії The Life of Pablo досяг такої ж найвищої позиції в датському чарті альбомів. 12 листопада 2018 року IFPI Danmark сертифікували альбом 2х-платиновим у Данії. У канадському чарті альбомів The Life of Pablo посів шосте місце, а в Irish Albums Chart - восьме. У британському чарті альбомів альбом посів 30-е місце, а 3 березня 2017 року отримав золотий сертифікат BPI у Великій Британії за продажі 100 000 одиниць, які були результатом стрімів, і став першим альбомом, який коли-небудь робив це в країні.

## Критика
The Life of Pablo отримав загалом позитивні відгуки музичних критиків. У Metacritic, який присвоює нормалізований рейтинг із 100 рецензій професійних видань, альбом отримав середню оцінку 75 на основі 35 рецензій. Агрегатор AnyDecentMusic? поставив йому 7,4 з 10 на основі їхньої оцінки критичного консенсусу.
Роберт Крістгау з Vice охарактеризував альбом «навмисно невимушеним і легким для вух», написавши, що, «на відміну від Yeezus, він не очолюватиме багато списків 2016 року — він надто відверто недосконалий, надто кричуще розфокусований. Але це також його чарівність, і я віддаю перевагу цьому».

### Нагороди
The Life of Pablo був номінований на альбом року на BET Hip Hop Awards 2016 року. Альбом був номінований як найкращий реп-альбом на премії «Греммі» 2017 року, зрештою програвши третьому мікстейпу Chance the Rapper Coloring Book. На тій же церемонії «Ultralight Beam» і «Famous» були номіновані в категоріях «Найкраще реп-виконання» та «Найкраща реп-пісня». Через те, що Каньє Вест не виграв жодної нагороди, він програв 16 номінацій Греммі поспіль. Незважаючи на те, що The Life of Pablo був більш успішним з точки зору номінацій на Греммі, ніж Yeezus, My Beautiful Dark Twisted Fantasy і 808s & Heartbreak, кілька видань вважали відсутність номінації на альбом року зневажливим. The Life of Pablo також був номінований як найкращий альбом на NME Awards 2017. У 2016 році на Soul Train Music Awards альбом отримав номінацію на альбом року.

### Рейтинги
The Life of Pablo з'явився в кількох списках найкращих альбомів 2016 року.
| Видання            | Список                                          | Рейтинг | Примітки |
| ------------------ | ----------------------------------------------- | ------- | -------- |
| The A.V. Club      | The A.V. Club's Top 50 Albums of 2016           | 18      | [ 86 ]   |
| Billboard          | Billboard's 50 Best Albums of 2016              | 2       | [ 87 ]   |
| Dummy              | The 25 Best Albums of 2016                      | 1       | [ 88 ]   |
| The Guardian       | Best Albums of 2016                             | 4       | [ 89 ]   |
| The New York Times | The Best Albums of 2016 (Jon Caramanica's list) | 1       | [ 90 ]   |
| Pitchfork          | The 50 Best Albums of 2016                      | 5       | [ 91 ]   |
| Pitchfork          | Pitchfork Readers' Poll: Top 50 Albums of 2016  | 3       | [ 92 ]   |
| Spin               | The 50 Best Albums of 2016                      | 13      | [ 93 ]   |
| Time Out London    | The Best Albums of 2016                         | 1       | [ 94 ]   |
| The Village Voice  | Pazz & Jop Critics Poll of 2016                 | 10      | [ 95 ]   |
| The Wire           | Top 50 Releases of the Year                     | 13      | [ 96 ]   |

## Список композицій
| #     | Назва                                       | Автор | Продюсер(и) | Тривалість |
| ----- | ------------------------------------------- | --- | --- | ---------- |
| 1.    | «Ultralight Beam»                           | Kanye West Michael Dean Kelly Price Terius Nash Nico Segal Kirk Franklin Kasseem Dean Chancelor Bennett Noah Goldstein Jerome Potter Samuel Griesemer Cydel Young Malik Jones Derek Watkins                                                                                                  | Kanye West Mike Dean Chance the Rapper Swizz Beatz Rick Rubin [a] Watkins [a] Plain Pat [b] DJDS [b] Goldstein [b] | 5:20       |
| 2.    | «Father Stretch My Hands, Pt. 1»            | West Scott Mescudi Rubin M. Dean Goldstein Leland Wayne Young Allen Ritter Potter Griesemer Bennett Jones T. L. Barrett | Kanye West M. Dean Rubin Metro Boomin [a] DJDS [b] Ritter [b] Goldstein [b]                                        | 2:15       |
| 3.    | «Pt. 2»                                     | West Rubin Young Sidney Selby III Adnan Khan Caroline Shaw Pat Reynolds Barrett | Kanye West Menace Rubin Plain Pat [a] Shaw [b]                                                                     | 2:10       |
| 4.    | «Famous»                                    | West Kejuan Muchita Goldstein Ernest Brown Andrew Dawson M. Dean Bennett K. Dean Young Ross Birchard Reynolds Jones Jimmy Webb Winston Riley Luis Bacalov Enzo Vita Sergio Bardotti Giampiero Scalamogna                                                                                     | Kanye West Havoc Goldstein [a] Charlie Heat [a] Dawson [a] Hudson Mohawke [b] M. Dean [b] Plain Pat [b]            | 3:16       |
| 5.    | «Feedback»                                  | West Brown Goldstein Young Darius Jenkins K. Rachel Mills Marcus Byrd Bennett Jones Ardalan Sarfaraz Manouchehr Cheshmazar | Kanye West Charlie Heat [a] Goldstein [a]                                                                          | 2:27       |
| 6.    | «Low Lights»                                | West M. Dean Potter Griesemer Sandy Rivera | Kanye West DJDS M. Dean [b]                                                                                        | 2:11       |
| 7.    | «Highlights»                                | West M. Dean Tyler Bryant Joshua Luellen Reynolds Goldstein Nash Young Jeffery Williams Greg Phillinganes Jamichael Hall Jones | Kanye West M. Dean Velous [a] Southside [a] Plain Pat [b] Goldstein [b]                                            | 3:19       |
| 8.    | «Freestyle 4»                               | West M. Dean Young Selby III Birchard Potter Griesemer Goldstein Shaw Trevor Gureckis Jones Alison Goldfrapp Robert Locke Timothy Norfolk William Gregory | Kanye West Hudson Mohawke [a] Goldstein [a] M. Dean [a] DJDS [b] Shaw [b] Gureckis [b]                             | 2:03       |
| 9.    | «I Love Kanye»                              | West Jones | Kanye West | 0:44       |
| 10.   | «Waves»                                     | West Christopher M. Brown Mescudi Young Tony Williams Elon Rutberg Birchard Watkins M. Dean Bennett Wayne Jones Brown Fred Brathwaithe Robin Diggs Kevin Ferguson Theodore Livingston Darryl Mason James Whipper                                                                             | Kanye West Charlie Heat Hudson Mohawke [a] Metro Boomin [a] M. Dean [a] Anthony Kilhoffer [b]                      | 3:01       |
| 11.   | «FML»                                       | West Abel Tesfaye Young M. Dean Dawson Goldstein Wayne Brown Christian Boggs Jenkins Mills Byrd Birchard Jacques Webster Jones Lawrence Cassidy Vincent Cassidy Paul Wiggin | Kanye West Mitus Metro Boomin [a] Goldstein [a] M. Dean [a] Hudson Mohawke [b] Dawson [b]                          | 3:56       |
| 12.   | «Real Friends»                              | West Matthew Samuels Adam Feeney Muchita Darren King Young Glenda Proby Tyrone Griffin, Jr. M. Dean Goldstein Rupert Thomas Jones Jalil Hutchins Lawrence Smith | Kanye West Boi-1da Frank Dukes [a] Havoc [b] King [b] M. Dean [b] Goldstein Sevn Thomas [b]                        | 4:11       |
| 13.   | «Wolves»                                    | West Sia Furler Victor Mensah Magnus August Høiberg Alan Stanley Soucy Brinsmead Goldstein Rutberg Jones Freddy Wexler Young Ryan McDermott M. Dean Kirby Lauryen Reynolds Shaw | Kanye West Cashmere Cat Sinjin Hawke M. Dean Goldstein [b] Shaw [b]                                                | 5:01       |
| 14.   | «Frank's Track»                             | West Christopher Breaux Høiberg Brinsmead | Kanye West Cashmere Cat Sinjin Hawke                                                                               | 0:38       |
| 15.   | «Siiiiiiiiilver Surffffeeeeer Intermission» | Charly Wingate Karim Kharbouch | Kanye West | 0:56       |
| 16.   | «30 Hours»                                  | West Karriem Riggins M. Dean Aubrey Graham Charles Arthur Russell Cornell Haynes Jason Epperson Pharrell Williams Charles L. Brown Isaac Hayes | Kanye West Karriem Riggins M. Dean                                                                                 | 5:23       |
| 17.   | «No More Parties in LA»                     | West Kendrick Duckworth Otis Jackson Jones John Watson Walter Morrison Herbert Rooney Ronald Bean Highleigh Crizoe Dennis Coles Larry Graham Tina Graham Sam Dees | Kanye West Madlib                                                                                                  | 6:14       |
| 18.   | «Facts (Charlie Heat Version)»              | West Young Brown Goldstein Luellen Nicholas Smith A. Graham Wayne Nayvadius Wilburn | Kanye West Metro Boomin Southside Charlie Heat                                                                     | 3:20       |
| 19.   | «Fade»                                      | West Griffin, Jr. Austin Post Kilhoffer Benjamin Benstead M. Dean Ryan Vojtesak Potter Griesemer Goldstein Jones Norman Whitfield Eddie Holland Cornelius Grant Larry Heard Robert Owens Louie Vega Ronald Carroll Barbara Tucker Harold Matthews Stephen Garrett Rapture Stewart Eric Seats | Kanye West Kilhoffer [a] Benji B [a] M. Dean [a] Charlie Handsome [a] DJDS [b] Goldstein [b]                       | 3:13       |
| 20.   | «Saint Pablo»                               | West Sampha Sisay M. Dean Ritter Shawn Carter Deric Angelettie Ronald Lawrence Whitfield | Kanye West M. Dean Ritter [a] Goldstein [b]                                                                        | 6:12       |
| 66:01 |                                             | | |            |

Примітки
- ↑  означає співпродюсера
- ↑  означає додаткового продюсера
- «Ultralight Beam» містить вокал Chance the Rapper, Kirk Franklin, The-Dream і Kelly Price, а також додатковий вокал Наталі Грін і Саморії Грін
- «Father Stretch My Hands Pt. 1» містить вокал Кід Каді і Kelly Price
- «Pt. 2» містить вокал Desiigner і Caroline Shaw
- «Famous» містить вокал Ріанни і Swizz Beatz
- «Highlights» містить вокал Young Thug і додатковий вокал The-Dream, El DeBarge і Kelly Price
- «Freestyle 4» містить вокал Desiigner
- «Waves» містить вокал Кріса Брауна та Кід Каді
- «FML» містить вокал The Weeknd і додатковий вокал Керолайн Шоу
- «Real Friends» містить вокал Ty Dolla Sign
- «Wolves» містить вокал Vic Mensa, Sia та Керолайн Шоу
- «Frank's Track» містить вокал Frank Ocean[14]
- «Siiiiiiiiilver Surffffeeeeer Intermission» містить вокал Max B і French Montana
- «30 Hours» містить фоновий вокал André Benjamin
- «No More Partys in LA» містить вокал Кендріка Ламара
- «Fade» містить вокал Post Malone і Ty Dolla Sign
- «Saint Pablo» містить вокал Sampha

## Чарти
| Чарт (2016)                                        | Пікова позиція |
| -------------------------------------------------- | -------------- |
| Канада Canadian Albums (Billboard)                 | 6              |
| Данія Danish Albums (Hitlisten)                    | 2              |
| Нідерланди Dutch Albums (MegaCharts)               | 8              |
| Фінляндія Finnish Albums (Suomen virallinen lista) | 5              |
| Ірландія Irish Albums (IRMA)                       | 8              |
| Норвегія Norwegian Albums (VG-lista)               | 1              |
| Швеція Swedish Albums (Sverigetopplistan)          | 2              |
| Велика Британія UK Albums (OCC)                    | 30             |
| США Billboard 200                                  | 1              |
| США Top R&B/Hip-Hop Albums (Billboard)             | 2              |

| Чарт (2019)                        | Пікова позиція |
| ---------------------------------- | -------------- |
| Канада Canadian Albums (Billboard) | 66             |
| Литва Lithuanian Albums (AGATA)    | 78             |
| США Billboard 200                  | 70             |

| Чарт (2021)                                | Пікова позиція |
| ------------------------------------------ | -------------- |
| Австралія Australian Albums (ARIA)         | 65             |
| Бельгія Belgian Albums (Ultratop Flanders) | 101            |

| Чарт (2016)                               | Позиція |
| ----------------------------------------- | ------- |
| Канада Canadian Albums (Billboard)        | 40      |
| Данія Danish Albums (Hitlisten)           | 12      |
| Нідерланди Dutch Albums (MegaCharts)      | 72      |
| Ісландія Icelandic Albums (Plötutíóindi)  | 50      |
| Швеція Swedish Albums (Sverigetopplistan) | 55      |
| США Billboard 200                         | 27      |
| США Top R&B/Hip-Hop Albums (Billboard)    | 88      |

| Чарт (2017)                              | Позиція |
| ---------------------------------------- | ------- |
| Данія Danish Albums (Hitlisten)          | 39      |
| Ісландія Icelandic Albums (Plötutíóindi) | 48      |
| США Billboard 200                        | 64      |
| США Top R&B/Hip-Hop Albums (Billboard)   | 48      |

| Чарт (2018)                              | Позиція |
| ---------------------------------------- | ------- |
| Данія Danish Albums (Hitlisten)          | 89      |
| Ісландія Icelandic Albums (Plötutíóindi) | 91      |
| США Billboard 200                        | 143     |

| Чарт (2010–2019)  | Позиція |
| ----------------- | ------- |
| США Billboard 200 | 185     |

## Сертифікації
| Регіон                                                      | Сертифікація  | Продажі   |
| ----------------------------------------------------------- | ------------- | --------- |
| Австралія (ARIA)                                            | Платиновий    | 70 000    |
| Канада (Music Canada)                                       | 2× Платиновий | 160 000   |
| Данія (IFPI Denmark)                                        | 3× Платиновий | 60 000    |
| Франція (SNEP)                                              | Золотий       | 50 000    |
| Польща (ZPAV)                                               | Золотий       | 10 000    |
| Велика Британія (BPI)                                       | Платиновий    | 300 000   |
| США (RIAA)                                                  | 3× Платиновий | 3 000 000 |
| продажі+прослуховування, що базуються лише на сертифікаціях |               |           |